# Bahnhof Kostrzyn
Der Bahnhof Kostrzyn (bis 1945 Küstrin Neustadt Hbf) ist der bedeutendste Bahnhof in der polnischen Stadt Kostrzyn nad Odrą und heute der einzige Bahnhof für den Reisezugverkehr in der Stadt. Der Turmbahnhof am Kreuzungspunkt der Bahnstrecke Wrocław–Szczecin mit der Strecke der Ostbahn aus Berlin ist seit 1945 Grenzbahnhof zu Deutschland.

## Lage und Name
Der Bahnhof liegt in der Stadt Kostrzyn nad Odrą (Küstrin) in der Woiwodschaft Lebus im Westen von Polen in der Nähe der Grenze zu Deutschland. Ursprünglich lag er an Streckenkilometer 84,72 (gezählt vom alten Berliner Ostbahnhof) der Preußischen Ostbahn, etwa zwei Kilometer nordöstlich des historischen Stadtzentrums von Küstrin in der durch die Warthe von der Altstadt getrennten Neustadt.
Nach 1945 kam der größte Teil der Stadt Küstrin zu Polen und erhielt den Namen Kostrzyn. Auch der Bahnhof wurde polnisch. Die Bebauung der Altstadt um die Festung Küstrin wurde nach 1945 fast vollständig beseitigt, so dass das heutige Stadtzentrum von Kostrzyn nad Odrą in der früheren Neustadt in der Umgebung des Bahnhofs entstand.
Die Bezeichnungen des Bahnhofs in der geschichtlichen Reihenfolge waren 1875–1876 Cüstrin, 1876–1890 Cüstriner Vorstadt, 1890–1904 Cüstrin Vorstadt und 1904–1928 Cüstrin Neustadt Hauptbahnhof. Nach der 1928 erfolgten Änderung der Schreibweise der Stadt von Cüstrin in Küstrin schrieb die Deutsche Reichsbahn den Bahnhof ebenfalls mit K, also Küstrin Neustadt Hauptbahnhof. Dieser Name galt bis 1945, bevor Bahnhof und der größte Teil der Stadt zu Polen kamen. Von 1945 bis 1947 hieß der Bahnhof Kostrzyn n/Odrą und seit 1947 führen die Polskie Koleje Państwowe den Bahnhof als Kostrzyn. Diese Bezeichnung gilt auch weiterhin, auch wenn die Stadt seit 2003 offiziell mit Namenszusatz Kostrzyn nad Odrą geführt wird.

## Geschichte

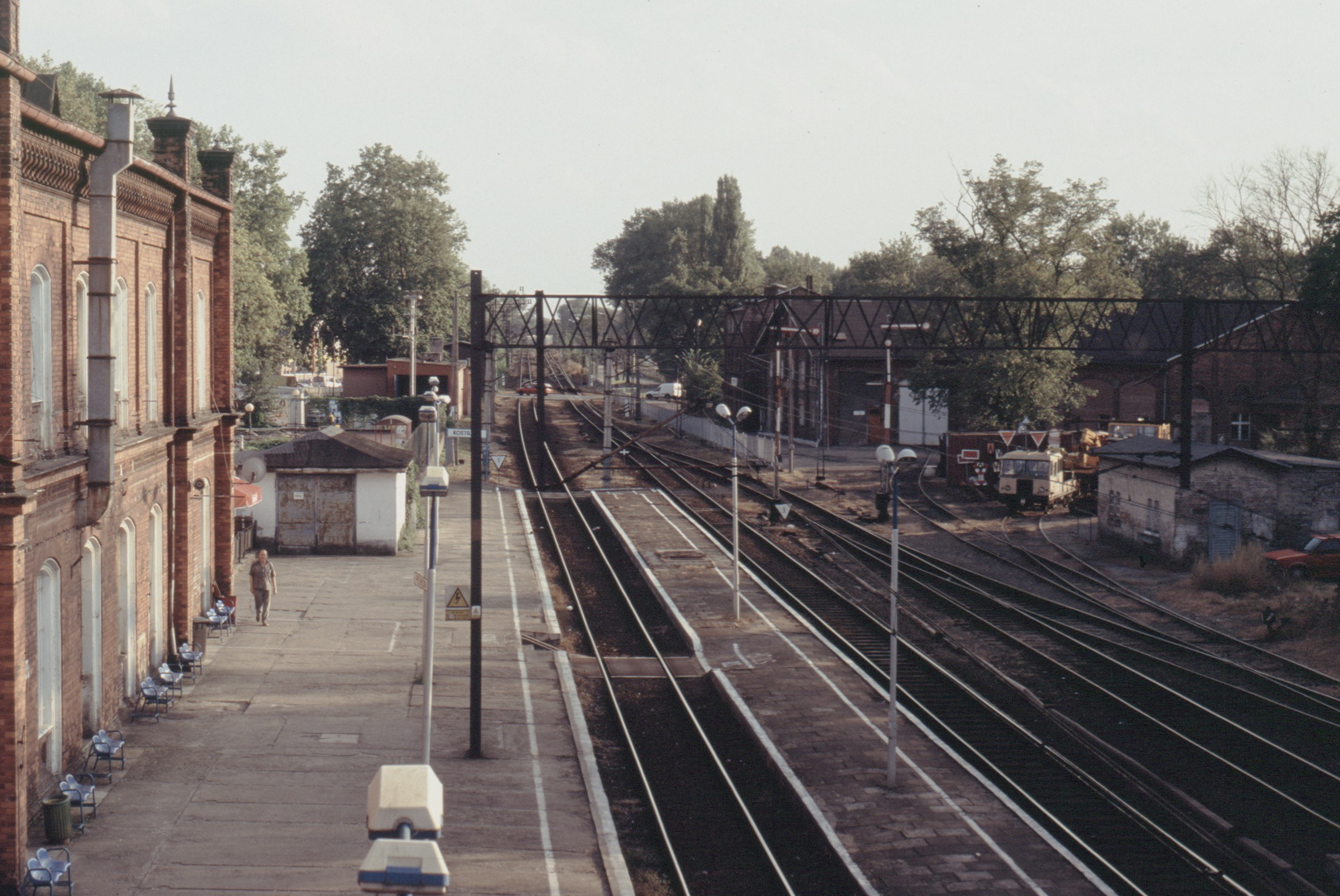
Unterer Bahnhofsteil der Strecke nach Breslau mit Lokomotivschuppen (2009)

Küstrin erhielt im Oktober 1857 Anschluss an das preußische Eisenbahnnetz. Das Teilstück der Preußischen Ostbahn von Frankfurt (Oder) über Küstrin und weiter über Landsberg (Warthe) nach Kreuz ging in Betrieb. Der erste Küstriner Bahnhof entstand westlich der Oder gegenüber der Altstadt. Mit der Eröffnung der Strecke von Berlin über Strausberg nach Küstrin im Jahr 1867 verkürzte sich die Entfernung nach Berlin. Die Ostbahn stellte eine direkte kurze Verbindung von Berlin über Küstrin zur preußisch-russischen Grenze bei Eydtkuhnen dar. Küstrin war der erste wichtige Zwischenbahnhof, so dass der alte Berliner Ostbahnhof umgangssprachlich auch Küstriner Bahnhof genannt wurde.
In den 1870er Jahren ging mit der Bahnstrecke Breslau–Stettin eine Hauptbahn östlich der Oder in Betrieb. Der alte Küstriner Bahnhof jenseits von Oder und Warthe konnte aus geografischen Gründen nicht zum Kreuzungsbahnhof beider Strecken werden. So entstand im Nordosten der Stadt zwischen 1872 und 1874 ein neuer Turmbahnhof, wo die Strecke der Ostbahn sechs Meter über der Strecke Breslau–Stettin lag. Der Bahnhof wurde am 2. Januar 1875 zusammen mit dem Streckenabschnitt von Reppen in Betrieb genommen. Im November 1876 ging die Verlängerung nach Norden bis Königsberg in der Neumark, 1877 bis Stettin in Betrieb. Der neue Bahnhof wurde zu einem wichtigen Knotenbahnhof mit täglich 130 haltenden Reisezügen im Jahr 1882, während der alte Bahnhof an der Ostbahn unter dem Namen Cüstrin Altstadt nun nur noch regionale Bedeutung hatte.
In den folgenden Jahren wurde das Netz um einige Nebenbahnen ergänzt. 1882 wurde die Strecke nach Soldin und 1896 die Strecke nach Sonnenburg eröffnet. Letztere zweigte in Kietzerbusch südlich des Küstriner Bahnhofs von der Strecke nach Breslau ab.

## Architektur
Das Empfangsgebäude wurde von Eduard Römer im eklektizischen „Ostbahn-Baustil“ entworfen und 1875 in Betrieb genommen. Im „Stil“ des von der Preußischen Ostbahn nach 1865 entwickelten Typen- bzw. Baukastensystems für Bahnhofs- und Dienstgebäude wurden Haupt- und Zwischengesimse, die Gliederung der Fassaden durch Pfeilertürmchen und Fensterformen mit den darunter befindlichen Rosetten gehalten. Zudem wurden Türme, wie sie auch bei den Empfangsgebäuden des Niederschlesisch-Märkischen Bahnhofs in Berlin und des Bahnhofs von Görlitz vorkamen, als Schmuckelemente verwendet.
Das Gebäude brannte beim Kampf um Küstrin im Februar 1945 aus. Da beim Wiederaufbau minderwertige Baumaterialien zum Einsatz kamen, wurde es nach einiger Zeit wieder renovierungsbedürftig. Deshalb wurde von 2012 bis 2014 eine Sanierung unter Aufsicht der Denkmalpflege durchgeführt und dabei die ursprüngliche Fassade mit vielen Ornamenten restauriert.
Das Empfangsgebäude gilt als ein charakteristisches Denkmal der preußischen Eisenbahnarchitektur des 19. Jahrhunderts. Es ist neben dem Bahnwasserturm eines der wenigen erhaltenen historischen Gebäude in Kostrzyn-Neustadt und gilt als das architektonisch wertvollste von ihnen.

### Bahnbetriebswerk Küstrin-Neustadt
Im ehemaligen Bahnbetriebswerk besteht seit dem 2. Januar 1992 im Lokomotivschuppen 1 eine Ausbesserungswerkstatt, die Unikol Railway Workshop S.C. betreibt, die sich auf die Instandsetzung und den Umbau der Baureihen Class 66, ST43 und ST44 spezialisiert hat. Der Lokomotivschuppen 2 wurde im Zusammenhang mit der Ausmusterung der Dampflokomotiv-Baureihen Ty2 und Pt47 aufgrund des schlechten Zustands der das Dach tragenden Stahlkonstruktion abgerissen. Der Lokomotivschuppen 3 liegt im unteren Bahnhofsteil am Streckengleis in Richtung Rzepin.
An der Zufahrt zum Betriebswerk ist die Dampflokomotive Pt47-121 als Denkmal aufgestellt.